# Єва Чемерис
Є́ва Чемери́с (італ. Eva Czemerys, 1940, Мюнхен, Німецька імперія — 1996, Рим, Італія) — італійська кіноакторка російсько-німецького походження.

## Життєпис
Єва Чемерис народилався в Мюнхені у російсько-німецькій родині. У однорічному віці разом з сім'єю переїхала до Риму. Дівчина навчалася акторському мистецтву та 1971 року дебютувала на кіноекранах з роллю Паоли у фільмі «Красуня вдень, дружина вночі». Чемерис була мініатюрною старлеткою, що грала переважно у джалло та італійських еротичних комендіях.
У середині 80-их Єва Чемерис залишила кінематограф та зосередилася на благодійності. Померла від раку в 56-річному віці.

## Фільмографія
| Рік  |   | Українська назва                  | Оригінальна назва                                                                                | Роль              |
| ---- | - | --------------------------------- | ------------------------------------------------------------------------------------------------ | ----------------- |
| 1971 | ф | Красуня вдень, дружина вночі      | Bella di giorno moglie di notte                                                                  | Паола             |
| 1972 | ф | Звіт про шлюбну ніч               | Hochzeitsnacht-Report                                                                            | Евелін            |
| 1972 | ф | Зброя, час, мотив                 | L'arma, l'ora, il movente                                                                        | Джулія Пізані     |
| 1972 | ф | Сенатор-розпусник                 | Nonostante le apparenze... e purché la nazione non lo sappia... All'onorevole piacciono le donne | жінка мрії        |
| 1972 | ф | Поппея — повія на службі імперії  | Poppea... una prostituta al servizio dell'impero                                                 | діва з Каппадокії |
| 1972 | ф | Кицька у вогні                    | La gatta in calore                                                                               | Анна              |
| 1973 | ф | Життя тривалістю у день           | Una vita lunga un giorno                                                                         | дружина Філіппа   |
| 1973 | ф | Таємний щоденник жіночої в'язниці | Diario segreto da un carcere femminile                                                           | матір С.          |
| 1974 | ф | Вбивця зарезервував дев'ять місць | L'Assassino ha riservato nove poltrone                                                           | Ребекка Давенант  |
| 1975 | ф | Наркотичний Рим                   | Roma drogata la polizia non può intervenire                                                      | матір Руді        |
| 1983 | ф | Втеча з Бронксу                   | Fuga dal Bronx                                                                                   | матір Треша       |
| 1985 | ф | Жар під шкірою                    | Le feu sous la peau                                                                              | Одрі              |